# Autoroute A5 (Italie)

Situation de l’autoroute A5.

Pour les articles homonymes, voir A5 et Autoroute A5.
L'autoroute italienne A5, appelée aussi Autoroute de la Vallée d'Aoste, relie Turin au tunnel du Mont-Blanc, en passant par Ivrée et en remontant la Vallée d'Aoste jusqu'à Courmayeur.
Cette autoroute, comme le tunnel du Mont-Blanc, joue un rôle très important pour l'Italie, non seulement sur le plan touristique pour l'accès aux stations de ski, mais aussi en tant que débouché pour le transport routier des marchandises entre l'Italie, la Suisse et la France.
L'autoroute A5 Turin-Aoste-Mont-Blanc est l'une des autoroutes les plus avancées technologiquement d'Italie et d'Europe. En effet, les chaussées sont équipées d'installations de chauffage qui empêchent toute formation de glace sur les bandes de roulement.

## Histoire
Le tronçon Turin-Ivrée-Quincinetto a été ouvert en mai 1961, les travaux ayant été commencés en février 1958.
Quatre phases du prolongement jusqu'à Aoste ont suivi :
- de Quincinetto à Verrès, ouvert le 2 juillet 1967 ;
- de Verrès à Châtillon, ouvert le 10 octobre 1968 ;
- de Châtillon à Nus, ouvert le 4 juillet 1969 ;
- de Nus à Aoste ouest, ouvert le 27 mai 1970.

En 1983, la Société des Autoroutes Valdôtaines S.A. (S.A.V.) est créée pour projeter, réaliser et gérer le tronçon d'Aoste au tunnel du Mont-Blanc. Dans ce cadre ont été ouverts les tronçons d'Aoste à Morgex en 1994, de Morgex à Courmayeur le 29 juin 2001, et de Courmayeur à Entrèves en 2007.

## Tronçons

### Turin-Quincinetto
La gestion du premier tronçon, de Turin à Quincinetto et à la bretelle de Santhià, est confiée à la société ATIVA qui gère donc 75 km avec sept échangeurs (Septime, Volpian, Saint-Georges-en-Canavais, Scarmagne, Ivrée, Quisnet et, sur la bretelle, Albian d'Ivrée).

### Quincinetto-Aoste
Le tronçon de 59,5 km entre Quincinetto et Aoste est géré par la Société des Autoroutes Valdôtaines S.A. avec 5 péages (Pont-Saint-Martin, Verrès, Châtillon/Saint-Vincent, Nus et Aoste est). Ce fut la première autoroute à chaussées chauffées au monde.

### Aoste-Courmayeur
Le dernier tronçon, d'Aoste jusqu'à la frontière, est de la compétence de la Société des autoroutes valdôtaines, qui fait partie du groupe Autostrade per l'Italia. Le dernier péage en territoire italien est celui de Courmayeur.
Il compte les sorties d'Aoste ouest/Saint-Pierre (située à Aymavilles), de Morgex (sortie sans péage) et de Courmayeur.
Après le tunnel du Mont-Blanc, l'autoroute rejoint le réseau français après une longue descente à forte pente jusqu'à Chamonix et prend l'appellation A40 « Autoroute blanche » à partir de Saint-Gervais-les-Bains.

## Tracé

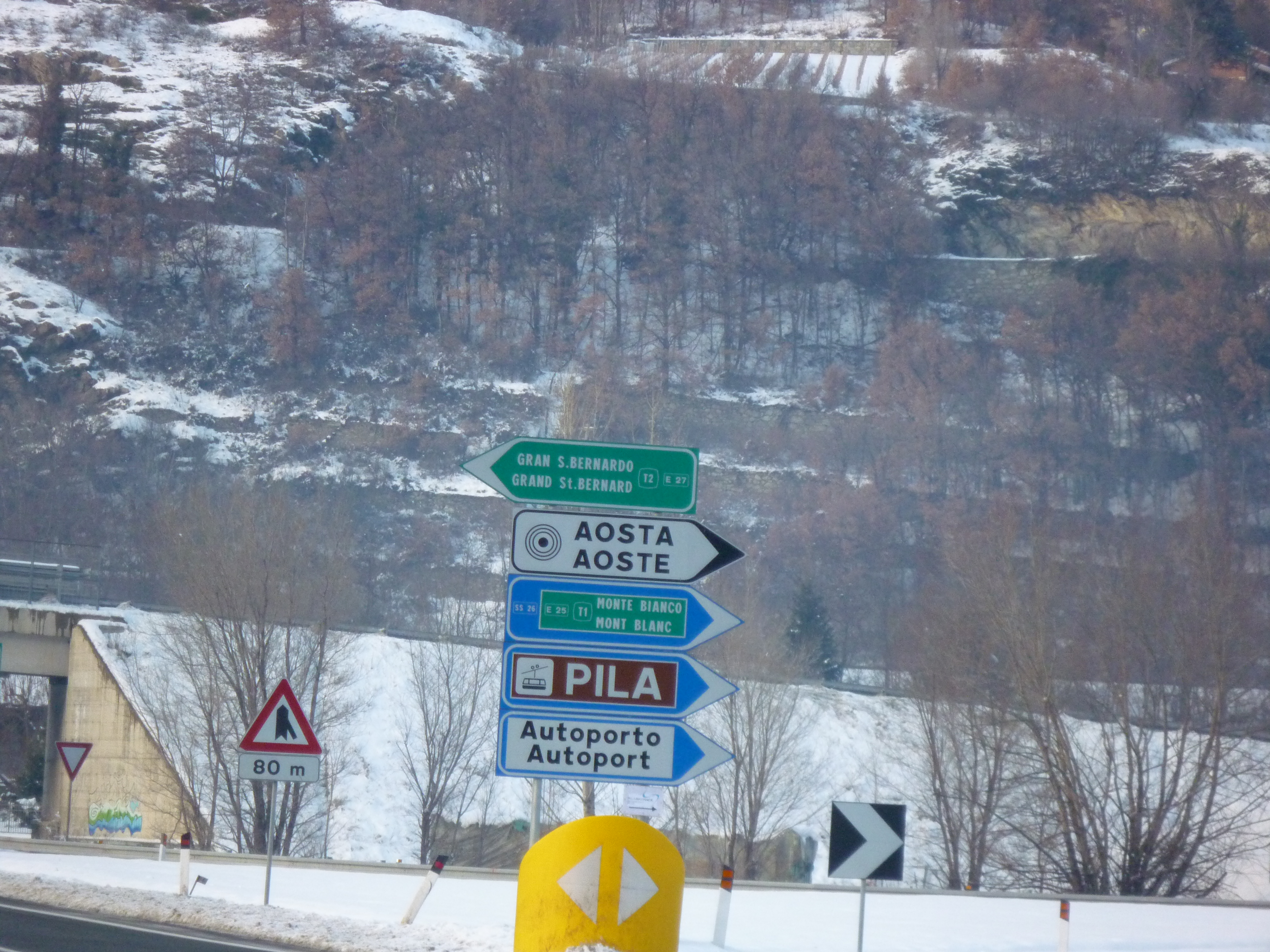
Signalisation bilingue italien-français à la jonction A5-RN27 au Villair de Quart.

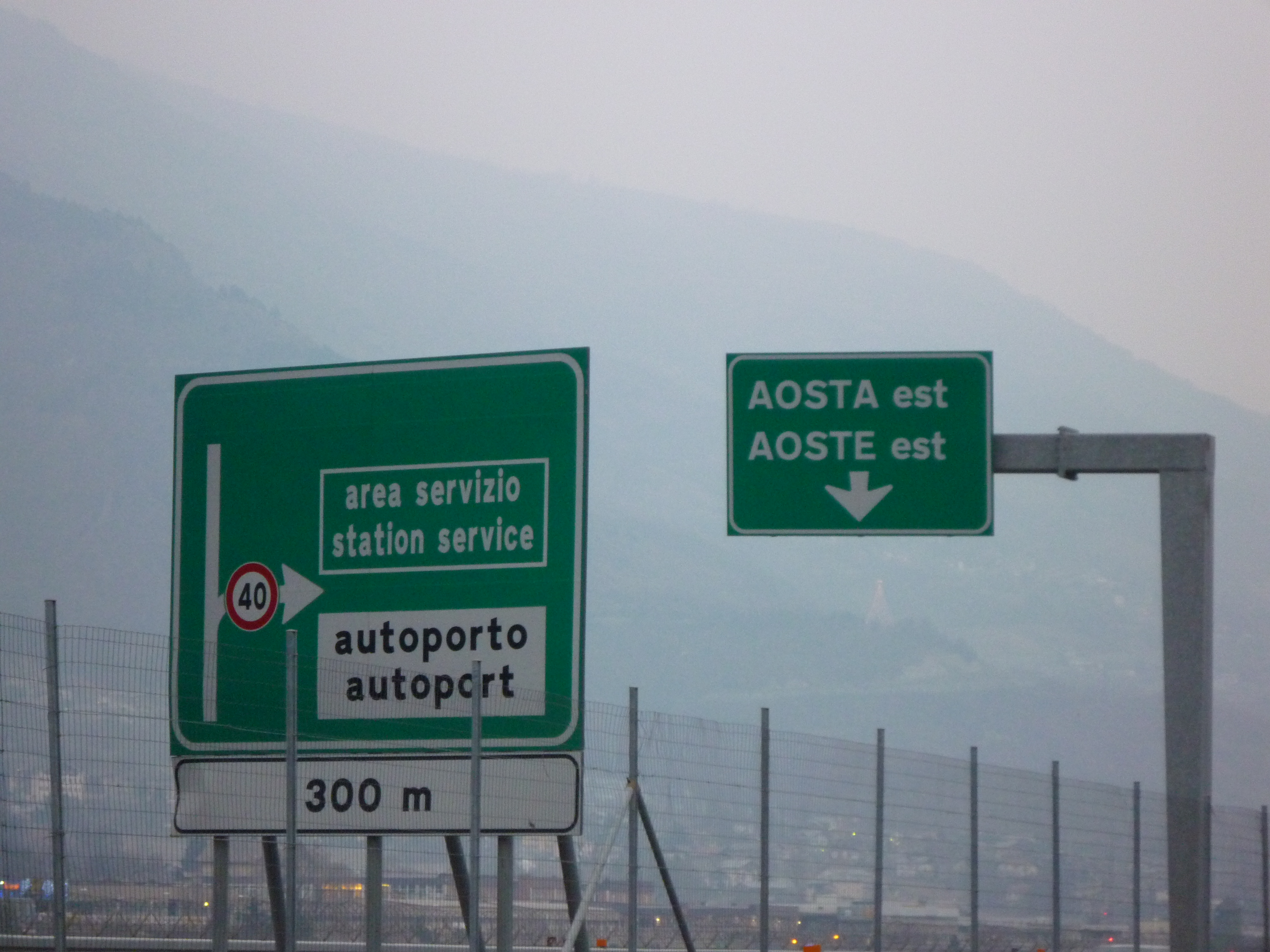
La sortie Aoste est en direction de Turin.

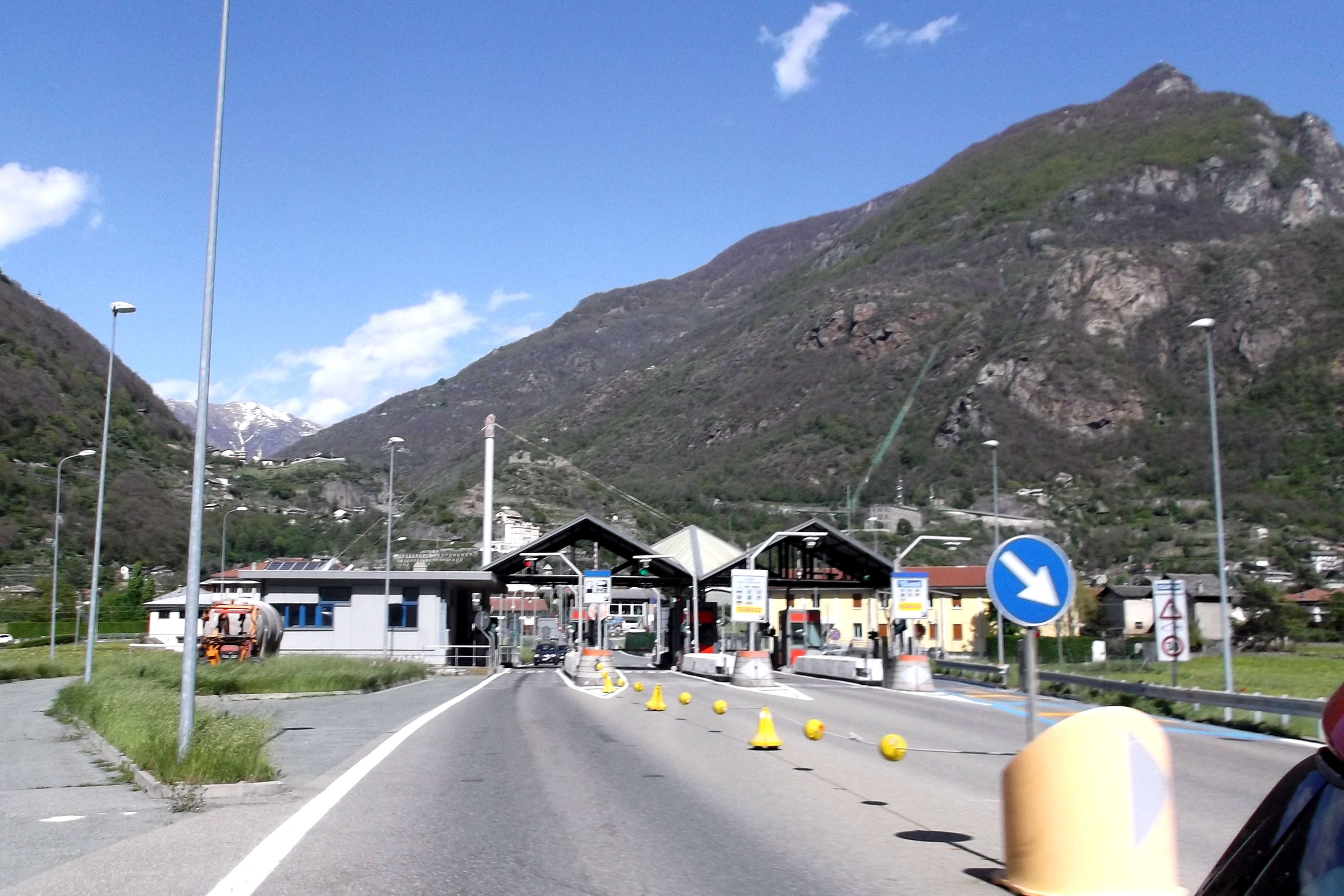
La sortie de Pont-Saint-Martin.

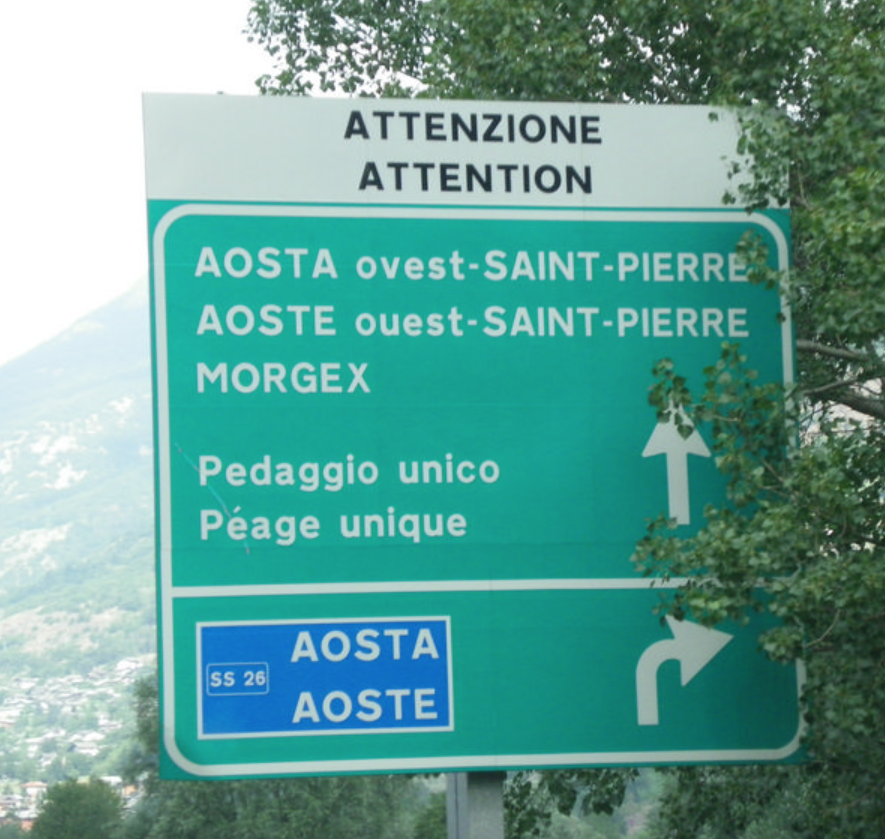
Panneau aux Îles.

| A5 - Turin - Tunnel du Mont-Blanc                                                                                             |      |       |          |                  |
| Sortie | ↓km↓ | ↑km↑  | Province | Route Européenne |
| Turin (Blvd. Giulio Cesare)                                                                                                   | 0    | 142   | TO       | E 64 E 612       |
| Turin - Trieste | 1,8  | 140,2 | TO       | E 612            |
| à Abbadia di Stura route nationale Padana superiore vers Venise                                                               | 2,2  | 141,5 | TO       | E 612            |
| Station service Settimo torinese est (Seulement en direction Aoste)                                                           | 2,5  | -     | TO       | E 612            |
| Périphérique nord de Turin | 3,8  | 139,2 | TO       | E 612            |
| Settimo Torinese | 4    | 138   | TO       | E 612            |
| Péage Turin nord | 4    | 138   | TO       | E 612            |
| Volpiano | 11   | 131   | TO       | E 612            |
| San Giorgio Canavese | 25   | 117   | TO       | E 612            |
| Parking | 31   | 111   | TO       | E 612            |
| Scarmagno | 33   | 109   | TO       | E 612            |
| Station service Scarmagno | 35   | 107   | TO       | E 612            |
| Embranchement Ivrée-Santhià vers Milan Gênes Voltri - Gravellona Toce                                                         | 38   | 104   | TO       |                  |
| Ivrée | 40   | 102   | TO       | E 25             |
| Quincinetto | 53   | 89    | TO       | E 25             |
| Parking | 78   | 80    | TO       | E 25             |
| Pont-Saint-Martin | 58   | 84    | AO       | E 25             |
| Parking Arnad | 64   | 78    | AO       | E 25             |
| Verrès | 70   | 72    | AO       | E 25             |
| Station service Châtillon - Saint-Vincent                                                                                     | 81   | 61    | AO       | E 25             |
| Châtillon - Saint-Vincent | 81   | 61    | AO       | E 25             |
| Parking Prolex (Seulement en direction Aoste)                                                                                 | 85   |       | AO       | E 25             |
| Parking Chambave | 89   | 53    | AO       | E 25             |
| Parking Crêtes (Seulement en direction Turin)                                                                                 |      |       | AO       | E 25             |
| Nus | 92   | 50    | AO       | E 25             |
| Station service Les Îles de Brissogne                                                                                         | 98   | 44    | AO       | E 25             |
| Péage Aoste est | 100  | 42    | AO       | E 25             |
| Aoste est E 27 Route européenne 27 Route nationale 27 du Grand-Saint-Bernard Tunnel du Grand-Saint-Bernard Frontière - Suisse | 101  | 41    | AO       | E 25             |
| Station service Autoport sud                                                                                                  | 102  | 40    | AO       | E 25             |
| Parking Autoport | 102  | 40    | AO       | E 25             |
| Parking | 112  | 30    | AO       | E 25             |
| Aoste ouest (Commune d'Aymavilles)                                                                                            | 113  | 29    | AO       | E 25             |
| Morgex | 131  | 11    | AO       | E 25             |
| Courmayeur sud | 138  | 4     | AO       | E 25             |
| Entrèves | 142  | 0     | AO       | E 25             |
| Tunnel du Mont-Blanc Frontière - France                                                                                       | 142  | 0     | AO       | E 25             |
| (Tunnel du Mont-Blanc/Chamonix - Passy) "Autoroute blanche" (Passy - Genève)                                                  | -    | -     | France   | E 25             |